# Kreissparkasse Vulkaneifel
Die Kreissparkasse Vulkaneifel ist eine rheinland-pfälzische Sparkasse mit Sitz in Daun. Sie ist eine Anstalt des öffentlichen Rechts und wurde am 24. April 1855 gegründet.

## Organisationsstruktur
Das Geschäftsgebiet der Kreissparkasse Vulkaneifel umfasst den Landkreis Vulkaneifel, welcher auch Träger der Sparkasse ist. Rechtsgrundlagen sind das Sparkassengesetz für Rheinland-Pfalz und die Satzung der Sparkasse. Organe der Sparkasse sind der Verwaltungsrat und der Vorstand.
Die Kreissparkasse Vulkaneifel ist Mitglied des Sparkassenverbandes Rheinland-Pfalz und über diesen auch im Deutschen Sparkassen- und Giroverband.

## Geschäftszahlen
Die Kreissparkasse Vulkaneifel wies im Geschäftsjahr 2023 eine Bilanzsumme von 1,176 Mrd. Euro aus und verfügte über Kundeneinlagen von 881,5 Mio. Euro. Gemäß der Sparkassenrangliste 2023 liegt sie nach Bilanzsumme auf Rang 305. Sie unterhält 9 Filialen/Selbstbedienungsstandorte und beschäftigt 202 Mitarbeiter.

## Sparkassen-Finanzgruppe
Die Kreissparkasse Vulkaneifel ist Teil der Sparkassen-Finanzgruppe und gehört damit auch ihrem Haftungsverbund an. Er sichert den Bestand der Institute und sorgt dafür, dass sie auch im Fall der Insolvenz einzelner Sparkassen alle Verbindlichkeiten erfüllen können. Die Sparkasse vermittelt Bausparverträge der regionalen Landesbausparkasse, offene Investmentfonds der Deka und Versicherungen der Provinzial Rheinland. Im Bereich des Leasing arbeitet die Kreissparkasse Vulkaneifel mit der  Deutschen Leasing zusammen. Die Funktion der Sparkassenzentralbank nimmt die Landesbank Baden-Württemberg wahr.